# توپونگاتیتو
توپونگاتیتو (به اسپانیایی: Volcán Tupungatito) یک کوه و آتشفشان در شیلی است که در بخش تونویان واقع شده‌است.